# Маринко Шебез
Маринко Шебез (Банатски Деспотовац, 27. август 1946 — Београд, 2. април 1989) био је српски и југословенски глумац.

## Биографија
Рођен је 27. августа 1946. године у Банатском Деспотовцу. Шебез је глумио у многим домаћим серијама, филмовима и драмама, од којих су најпознатији Сутјеска, Капелски кресови, Осма офанзива, Партизанска ескадрила, Вук Караџић, Прогон, База на Дунаву, Џангризало, и другима. Погинуо је 2. априла 1989. године у саобраћајној несрећи на путу Нови Сад—Зрењанин.

## Филмографија
| Год.     | Назив                                | Улога                      |
| -------- | ------------------------------------ | -------------------------- |
| 1970.-те |                                      |                            |
| 1970.    | Драга Ирена!                         | Ћутко                      |
| 1972.    | Изданци из опаљеног грма             |                            |
| 1973.    | Сутјеска                             | Душко                      |
| 1973.    | Бомбаши                              |                            |
| 1973.    | Опасни сусрети                       | Иван                       |
| 1974.    | Партизани                            | Селе                       |
| 1974.    | Пролећни ветар                       | Петер                      |
| 1974.    | Партизани (ТВ серија)                | Селе                       |
| 1975.    | Капелски кресови                     | Раде                       |
| 1975.    | Доле са оружјем                      | Поднаредник Вилхелм Хенгел |
| 1975.    | Синови                               | Рапајић                    |
| 1976.    | Вагон ли                             | Човек из филма             |
| 1976.    | Џангризало                           | Марио                      |
| 1977.    | Живот тече даље                      |                            |
| 1978.    | Трен                                 | Јован Грабљановић Исус     |
| 1978.    | Тигар                                |                            |
| 1978.    | Судбине                              | Немачки војник             |
| 1978.    | Стићи пре свитања                    | Стева                      |
| 1979.    | Осма офанзива (ТВ серија)            | Дика                       |
| 1979.    | Трофеј                               | Чикаш                      |
| 1979.    | Партизанска ескадрила                | Томислав Узелац, стрелац   |
| 1979.    | Тренуци слабости                     |                            |
| 1980.-те |                                      |                            |
| 1980.    | Слом                                 | Ађутант                    |
| 1980.    | Снови, живот, смрт Филипа Филиповића |                            |
| 1980.    | Чин                                  |                            |
| 1980.    | Трен (ТВ серија)                     |                            |
| 1980.    | Примирје                             |                            |
| 1981.    | Црвена краљица                       |                            |
| 1981.    | База на Дунаву                       | Стевица                    |
| 1982.    | Прогон                               | Др. Фаркаш                 |
| 1983.    | Велики транспорт                     |                            |
| 1983.    | Још овај пут                         |                            |
| 1985.    | Живот је леп                         | Купац фазана               |
| 1985.    | Буња                                 | Каваљер                    |
| 1986.    | Секула и његове жене                 | Јеленин менаџер            |
| 1987.    | Криминалци                           | Затвореник Божа Поповић    |
| 1987.    | Вук Караџић (ТВ серија)              | Гроф Павле Ивелић          |
| 1987.    | Луталица                             |                            |
| 1987.    | Место сусрета Београд                | Полицијски службеник       |
| 1988.    | Портрет Илије Певца                  | Сељак                      |
| 1988.    | Шпијун на штиклама                   | Инспектор из СУП-а         |
| 1988.    | Сентиментална прича                  | Петровић                   |
| 1988.    | Лето (ТВ)                            |                            |